# Scottish League Challenge Cup 2008/09
Der Scottish League Challenge Cup wurde 2008/09 zum 18. Mal ausgespielt. Der schottische Fußballwettbewerb, der offiziell als ALBA Challenge Cup ausgetragen wurde, begann am 26. Juli 2008 und endete mit dem Finale am 16. November 2008 im McDiarmid Park von Perth. Titelverteidiger war der FC St. Johnstone, der im Vorjahr im Finale gegen Dunfermline Athletic gewann. Am Wettbewerb nahmen die Vereine der Scottish Football League teil. Im diesjährigen Finale konnte sich Airdrie United gegen Ross County durchsetzten und zum ersten Mal in der Klubgeschichte den Challenge Cup gewinnen. Zuvor hatte man das Endspiel bei der Austragung 2003/04 gegen Inverness Caledonian Thistle verloren.

## 1. Runde
Ausgetragen wurden die Begegnungen am 26. Juli 2008.

### Region Nord-Ost
|                      | Ergebnis |                 |
| -------------------- | -------- | --------------- |
| Alloa Athletic       | 2:1      | FC Dundee       |
| FC Arbroath          | 1:2      | Forfar Athletic |
| Brechin City         | 0:1      | FC East Fife    |
| Dunfermline Athletic | 3:0      | Stirling Albion |
| Elgin City           | 0:2      | FC Cowdenbeath  |
| FC Peterhead         | 6:0      | FC Montrose     |
| Ross County          | 2:1      | FC St Johnstone |

### Region Süd-West
|                       | Ergebnis |                    |
| --------------------- | -------- | ------------------ |
| Airdrie United        | 3:2      | FC Dumbarton       |
| Berwick Rangers       | 1:5      | Queen of the South |
| FC Clyde              | 2:0      | Annan Athletic     |
| FC Livingston         | 4:0      | FC Stranraer       |
| Partick Thistle       | 2:1      | FC Queen’s Park    |
| FC Stenhousemuir      | 0:1      | Albion Rovers      |
| FC East Stirlingshire | 2:1      | Ayr United         |

## 2. Runde
Ausgetragen wurden die Begegnungen am 12. und 13. August 2008.
|                       | Ergebnis  |                    |
| --------------------- | --------- | ------------------ |
| Alloa Athletic        | 0:2       | FC Clyde           |
| FC Cowdenbeath        | 3:2       | Albion Rovers      |
| FC Livingston         | 1:0       | Forfar Athletic    |
| Partick Thistle       | 4:2 n. V. | FC Peterhead       |
| Raith Rovers          | 1:2       | Ross County        |
| FC East Fife          | 0:2       | Airdrie United     |
| FC East Stirlingshire | 0:3       | Greenock Morton    |
| Dunfermline Athletic  | 0:2       | Queen of the South |

## Viertelfinale
Ausgetragen wurden die Begegnungen am 7. September 2008.
|                    | Ergebnis |                 |
| ------------------ | -------- | --------------- |
| FC Clyde           | 0:1      | Ross County     |
| FC Cowdenbeath     | 1:2      | Airdrie United  |
| FC Livingston      | 0:2      | Partick Thistle |
| Queen of the South | 0:2      | Greenock Morton |

## Halbfinale
Ausgetragen wurden die Begegnungen am 12. Oktober 2008.
|                 | Ergebnis |                 |
| --------------- | -------- | --------------- |
| Partick Thistle | 0:1      | Airdrie United  |
| Ross County     | 4:1      | Greenock Morton |

## Finale
| Airdrie United                                                      | Airdrie United | Ross County | Ross County |
| ------------------------------------------------------------------- | --- | --- | ----------- |
| Airdrie United                                                      | \| Finale, \| \| 16. November 2008 um 15:00 Uhr (Ortszeit) in Perth (McDiarmid Park) \| \| Ergebnis: 2:2 n. V. (1:1, 0:0), 3:2 i. E. \| \| Zuschauer: 4.091 \| \| Schiedsrichter: Calum Murray \| \| Spielbericht \|                                              | \| Finale, \| \| 16. November 2008 um 15:00 Uhr (Ortszeit) in Perth (McDiarmid Park) \| \| Ergebnis: 2:2 n. V. (1:1, 0:0), 3:2 i. E. \| \| Zuschauer: 4.091 \| \| Schiedsrichter: Calum Murray \| \| Spielbericht \|                                  | Ross County |
| Airdrie United                                                      | Stephen Robertson – Marc Smyth, Paul Lovering (47. Matthew Hazley), Bobby Donnelly, David Nixon (69. Darren Smith) – Kevin McDonald, Stephen McKenna, Steven McDougall (67. Simon Lynch), Scott McLaughlin, Joe Cardle – Paul di Giacomo Cheftrainer: Kenny Black | Tony Bullock – Mark McCulloch, Alex Keddie, Andy Dowie, Scott Boyd – Michael Gardyne (104. David Winters), Richie Hart, Richard Brittain (104. Martin Scott), Adam Strachan (114. Scott Morrison) – Dyron Daal, Sean Higgins Cheftrainer: Derek Adams | Ross County |
| Airdrie United                                                      | 1:1 Stephen McKenna (80.) 2:1 Andy Dowie (103., Eigentor) | 0:1 David Nixon (59., Eigentor) 2:2 Sean Higgins (113.) | Ross County |
| Airdrie United                                                      | Elfmeterschießen | | Ross County |
| Airdrie United                                                      | ? | ? | Ross County |
| Airdrie United                                                      | Joe Cardle, Kevin McDonald, Marc Smyth | Scott Boyd, Sean Higgins, Alex Keddie | Ross County |
| Finale,                                                             | | |             |
| 16. November 2008 um 15:00 Uhr (Ortszeit) in Perth (McDiarmid Park) | | |             |
| Ergebnis: 2:2 n. V. (1:1, 0:0), 3:2 i. E.                           | | |             |
| Zuschauer: 4.091                                                    | | |             |
| Schiedsrichter: Calum Murray                                        | | |             |
| Spielbericht                                                        | | |             |